# Cataldo Naro

Erzbischofswappen von Cataldo Naro

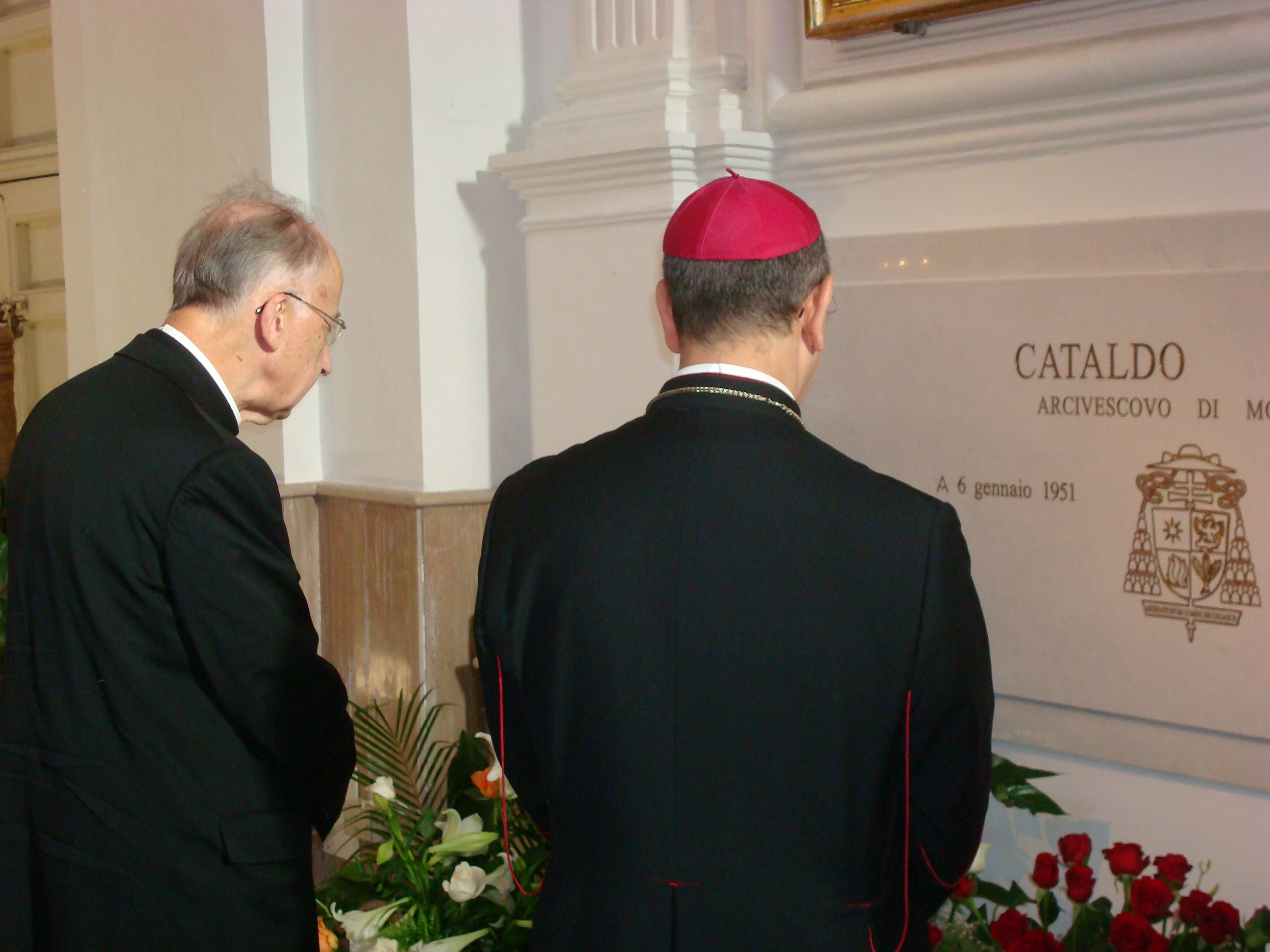
Camillo Kardinal Ruini und Bischof Mario Russotto am Grab von Cataldo Naro in der Mutterkirche von San Cataldo (2008)

Cataldo Naro (* 6. Januar 1951 in San Cataldo, Provinz Caltanissetta, Italien; † 29. September 2006 in Monreale) war Erzbischof von Monreale.

## Leben
Cataldo Naro studierte zunächst am Seminar von Caltanissetta und dann an der Pontificia Facoltà dell’Italia Meridionale in Neapel. Zum Priester geweiht wurde er am 29. Juni 1974. Er war Dozent für Kirchengeschichte am Theologischen Institut der Diözese, Präsident der Theologischen Fakultät Siziliens, Pfarrvikar an der Hauptkirche von San Cataldo und Rector ecclesiae der Kirche San Giuseppe in San Cataldo.
Am 18. Oktober 2002 wurde Cataldo Naro zum Erzbischof von Monreale ernannt, die Bischofsweihe empfing er am 14. Dezember desselben Jahres von Kardinal Camillo Ruini. Er war Vizeprior der Statthalterei Sizilien des Ritterordens vom Heiligen Grab zu Jerusalem. Er wurde mit dem Großkreuz des Konstantinordens ausgezeichnet.
Cataldo Naro starb am 29. September 2006 im Alter von 55 Jahren an einem Herzinfarkt. Beigesetzt wurde er in der Chiesa Madre seines Geburtsorts San Cataldo.

## Weblink
- Eintrag zu Cataldo Naro auf catholic-hierarchy.org

| Vorgänger         | Amt                               | Nachfolger            |
| ----------------- | --------------------------------- | --------------------- |
| Pio Vittorio Vigo | Erzbischof von Monreale 2002–2006 | Salvatore Di Cristina |

| Personendaten    | Personendaten                                      |
| ---------------- | -------------------------------------------------- |
| NAME             | Naro, Cataldo                                      |
| KURZBESCHREIBUNG | italienischer Geistlicher, Erzbischof von Monreale |
| GEBURTSDATUM     | 6. Januar 1951                                     |
| GEBURTSORT       | San Cataldo                                        |
| STERBEDATUM      | 29. September 2006                                 |
| STERBEORT        | Monreale                                           |